# Demon's Souls
Demon's Souls (デモンズソウル Demonzu Souru?) es un videojuego de rol de acción en tercera persona desarrollado por la compañía de videojuegos japonesa FromSoftware exclusivamente para la consola PlayStation 3 bajo la supervisión de Japan Studio. Fue distribuido en Japón por Sony Computer Entertainment en febrero de 2009, en Norteamérica por Atlus USA en octubre de 2009 y en Europa por Bandai Namco Games en junio de 2010. El juego es comúnmente descrito como un sucesor espiritual de King's Field, una serie RPG creada también por FromSoftware.
Demon's Souls se desarrolla en Boletaria, un reino consumido por un ser oscuro llamado "El Anciano", luego de su despertar mediante el uso de Artes del Alma prohibidas. Los jugadores asumen el papel de un guerrero llevado a Boletaria para matar a su rey caído, Allant, y apaciguar al Anciano, o por el contrario dejar que la niebla acabe engulléndolo todo, permitiendo que el Anciano se libere de su prisión y plague el mundo de demonios. «¿La tierra ha encontrado a su salvador... o los demonios han encontrado un nuevo esclavo?». El juego tiene a los jugadores navegando por cinco regiones distintas desde un santuario o refugio llamado "El Nexo" que permite viajar a cada una de ellas, además de esto el juego posee un gran énfasis en el combate desafiante y en mecánicas que rodean la muerte y la reaparición del jugador. El modo multijugador en línea permite tanto la cooperación de los jugadores como la competición gracias a la posibilidad de poder invadir el mundo de otro jugador y realizar combates jugador contra jugador. Los elementos multijugador del juego se inspiraron en eventos de la vida del propio Miyazaki.
El desarrollo inicial del juego se vio afectado por la falta de una visión coherente. A pesar de estos problemas, Hidetaka Miyazaki, miembro del personal de FromSoftware, pudo hacerse cargo del proyecto como director convirtiendo el juego en lo que finalmente fue. La dificultad estaba destinada a evocar a los videojuegos clásicos y proporcionar una sensación de desafío y logro para los jugadores. Este aspecto resultó exigente para Miyazaki, por su temor a que Sony pidiera al equipo que redujera la dificultad del título para hacerlo más accesible al público.
Cuando fue anunciado en 2008, las primeras reacciones a la demo de Demon's Souls fueron mayormente negativas, y la alta dificultad del juego llevó a Sony a decidir no publicar el título fuera de Japón. Una vez que el juego fue publicado tuvo unas ventas pésimas, sin embargo con el pasar de los meses las personas que lo habían jugado y gustaron de él no dudaron en recomendarlo, por lo que el juego empezó a ganar cierto renombre, y así gracias al boca a boca de los jugadores el juego consiguió vender más de 100,000 copias, lo que hizo cambiar a Sony de opinión y decidiera publicar Demon's Souls en el resto del mundo. Si bien el juego tuvo una recepción y ventas medias en Japón, se convirtió en un éxito comercial y crítico en Occidente. El juego fue elogiado por su difícil combate y su jugabilidad adictiva, y posteriormente ganó varios premios. Su éxito llevó al desarrollo de más títulos similares y un remake.

## Sinopsis
Su historia tiene lugar en el ficticio reino de Boletaria, y si bien no se precisa la época en la que se encuentra, se concluye que es en la Edad Media, debido a sus características. En la antigüedad, debido al mal uso de la magia conocida como las Artes del Alma, Boletaria fue atacada por un ser llamado "El Anciano" y el mundo casi fue consumido por la "Niebla Profunda" que trajo con él y los demonios devoradores de almas que surgieron de ella. El Anciano es un ser demoníaco de un poder supuestamente inimaginable para el ser humano según lo relatado a lo largo de la historia.
Finalmente se logró adormecer y aprisionar al Anciano en el Nexo, un santuario supuestamente ubicado al norte del reino, salvando así lo que quedaba de Boletaria. En el presente del juego, el actual gobernante, el rey Allant, restauró las Artes del Alma, provocando así el despertar del Anciano y su ejército de demonios. Boletaria ahora se encuentra nuevamente siendo consumida por la niebla profunda que devora todo a su paso, y los humanos que han sido despojados de sus almas se están convirtiendo en monstruos salvajes sin cordura. Los jugadores asumen el papel de un guerrero que se adentra en la niebla que envuelve a Boletaria, sin embargo es asesinado rápidamente, tras lo cual se despierta en el Nexo y se encuentra con una demonio benévola llamada "Dama de Negro", así como con varios otros personajes.
Ahora ligado al Nexo hasta que el Anciano vuelva a dormir, el jugador viaja a cinco regiones del reino de Boletaria, matando a los poderosos demonios que controlan esas áreas y absorbiendo sus almas para aumentar su fuerza, y así poder enfrentarse al Rey Allant. Estos demonios recolectan almas de todo ser vivo para dárselas al Anciano ya que este no puede recolectarlas por sí mismo debido a su encierro en el Nexo; se dice que aquel que pierde su alma estando vivo pierde su mente, sus recuerdos y su humanidad convirtiéndose en una bestia violenta y sanguinaria, y que si un humano llegase a obtener un alma de demonio, este adquiriría un poder inimaginable. Una vez eliminados todos los demonios, y habiendo derrotado al rey Allant, el Anciano hará su llamada al jugador dando inicio al evento final del juego.

### Personajes
A diferencia de los RPGs más convencionales, la mayoría de los personajes en Demon’s Souls no están directamente implicados en la historia y, dependiendo de las acciones del jugador, pueden nunca aparecer.
Dama de Negro | Voz: Evetta Muradasilova
Una misteriosa mujer que porta un largo bastón como lámpara y tiene los ojos cubiertos con algo parecido a la cera. Viste prendas raídas de color negro además de ir descalza. A pesar de ser un demonio no se posiciona a favor del Anciano y ayuda al jugador permitiéndole subir de nivel a cambio de almas.
El Monumental | Voz: Aditi Tanna
Se encuentra en lo más alto del Nexo. Es el último que queda de su tipo, los creadores y guardianes del Nexo. Viste ropas blancas similares a las de un monje y tiene una apariencia infantil, se desconoce su sexo.
Guerrero Alicaído | Voz: Matthew Morgan
Un hombre cínico que viste una armadura de placas, antaño luchó contra los demonios, pero ha perdido la motivación para seguir peleando y ahora se encuentra en el Nexo sumido en una gran depresión.
Thomas el Tesorero | Voz: Peter Marinker
Un hombre que huyó al Nexo en cuanto la niebla llegó a Boletaria, abandonando a su familia. Ya que hay una carga máxima que se puede llevar, brinda ayuda al jugador guardándole lo que no pueda cargar.
Herrero Boldwin | Voz: Michael Carter
Un anciano que regenta una herrería en el Nexo. A cambio de almas y minerales, vende objetos, armas y fortalece y repara el equipamiento del jugador. 
Ed, el Herrero | Voz: Michael Carter
Hermano gemelo de Boldwin, un anciano que trabaja solo en su herrería en el Túnel Colmillo de Piedra. Es capaz de mejorar el equipamiento por encima de las habilidades de su hermano, además puede crear armas únicas.
Parches, la Hiena | Voz: William Vanderpuye
Un ladrón que atrae a los viajeros a la muerte para saquear sus cadáveres. Lleva ropas de cuero negro y empuña una lanza y un escudo. En un inicio está en el Túnel Colmillo de Piedra, pero no se quedará ahí. Puede vender artículos raros al jugador, aunque a un precio muy alto.
Blige, Ladrón de Tumbas | Voz: Rupert Holliday-Evans
Un carroñero que busca en tierras yermas tesoros enterrados con los muertos. Se encuentra atrapado en una celda en el Altar de las Tormentas. Si es liberado venderá los artículos que lleva al jugador.
San Urbano | Voz: Jonathan Keeble
Un peregrino de Dios que viste túnicas blancas típicas de un sacerdote cuando va en peregrinación. Se encuentra en el Altar de las Tormentas atrapado en un pozo, si es rescatado irá al Nexo donde enseñará milagros al jugador. Puede crear milagros únicos.
Adoradora de Dios
Una devota de Dios y seguidora de San Urbano. Solía vivir en el Palacio de Boletaria pero huyó cuando fue asediado por los demonios y se refugió en el Nexo.
Acólito de Dios
Un acompañante de San Urbano en su viaje por Boletaria. Durante su paso por el Altar de las Tormentas cuando su mentor quedó atrapado en un pozo perdió el coraje para continuar y huyó al Nexo.
Discípulo de Dios
Un ferviente miembro del clero. Siente una gran admiración por San Urbano. Se encuentra en el Nexo, donde enseña milagros básicos al jugador.
Sabio Freke, el Visionario | Voz: Mike Harbour
Un poderoso mago que viste una túnica polvorienta de color negro y empuña un catalizador en una mano y una daga en la otra. Se encuentra preso en una celda en la Torre de Latria, una vez libre se trasladará al Nexo donde enseñará hechizos al jugador, también puede crear hechizos únicos.
Aprendiz de Freke
Un mago que menosprecia a aquellos que no estudian la magia, pide al jugador que rescate a su maestro de su encierro en la Torre de Latria. Se halla en el Nexo donde enseña hechizos básicos al jugador.
Verdugo Miralda
La verdugo del Rey Allant. Está cubierta con ropas de cuero negro de pies a cabeza y blande un hacha gigante hecha específicamente para decapitar. Se encuentra en el Palacio de Boletaria. Dependerá de la tendencia de mundo si aparece o no.
Scirvir, el Vagabundo | Voz: Jonathan Kydd
Un hombre que se halla en el Túnel Colmillo de Piedra, viste una armadura de cuero y empuña una espada corta. Dependerá de la tendencia de mundo si aparece o no.
Lord Rydell
Un hombre que se encuentra preso en una celda en la Torre de Latria, empuña un bastón largo que emite luz fosforescente. Dependerá de la tendencia de mundo si aparece o no.
Satsuki | Voz: Jason Pitt
Un hombre con vestimentas oscuras que empuña una katana. Se encuentra en el Altar de las Tormentas. Dependerá de la tendencia de mundo si aparece o no.
Selen Vinland
Una mujer con armadura dorada que empuña una espada de hoja transparente. Se halla en el Valle de la Corrupción. Dependerá de la tendencia de mundo si aparece o no.
Yuria, la Bruja | Voz: Jenny Funnell
Una maga que viste un sombrero puntiagudo y una túnica andrajosa, ambas prendas de color negro. Está aprisionada en una torre en el Palacio de Boletaria. Tras ser liberada se dirigirá al Nexo y enseñará hechizos únicos al jugador.
Mefistófeles | Voz: Hannah McBride
Una miembro de una orden que busca matar a todo aquel que conozca Artes del Alma. Viste lujosos ropajes negros y lleva una máscara dorada que cubre la mitad superior de su rostro. Dependerá de la tendencia de personaje y las acciones del jugador si aparece o no en el Nexo.
Yurt, el Jefe Silencioso | Voz: Christopher Fairbank
Un asesino con el objetivo de ayudar en las fechorías de Mefistófeles. Viste una armadura negra y empuña una espada curva en una mano y una daga en la otra. Se halla atrapado en una celda en la Torre de Latria, si es liberado se establecerá en el Nexo.
Ostrava de Boletaria | Voz: Josh Cohen
Un caballero que viaja por el Palacio de Boletaria, viste una armadura estriada y empuña una espada y escudo dorados. Se encuentra en varias ocasiones con el jugador, en todas ellas pidiendo su ayuda, si el jugador se la brinda aparecerá en el Nexo después de cada encuentro.
Biorr de los Colmillos Gemelos | Voz: Michael Carter
Un miembro del dúo de elite real, los mejores guerreros del Rey Allant. Viste una gran armadura plateada y lleva una ballesta pesada y una gran espada. Se halla preso en una celda en el Palacio de Boletaria, tras ser liberado se dirigirá al Nexo.
Viejo Rey Doran | Voz: Christopher Fairbank
Un semidiós de un antiguo pasado. Se encuentra encerrado en el mausoleo de la familia real en el Palacio de Boletaria. Viste una armadura y máscara recubiertas de cardenillo además de empuñar una espada legendaria.
Ex Mujer Real | Voz: Jenny Funnell
Una mujer que solía formar parte de la nobleza, lleva un vestido verde y parece haber sufrido torturas. Está en una celda en la Torre de Latria donde vende objetos al jugador.
Mujer Mugrienta
Una vendedora de aspecto enfermizo que se encuentra en el Valle de la Corrupción, solía ser considera la mujer más bella del lugar.
Hombre Mugriento | Voz: William Vanderpuye
Un vendedor andrajoso y demacrado que se encuentra en el Túnel Colmillo de Piedra, ha prosperado robando bienes de los excavadores.
Despojo
Un mercader de mal aspecto y comportamiento atípicamente alegre que saquea cadáveres para intercambiar sus posesiones por almas, se halla en el Palacio de Boletaria.
Sparkly, la Cuervo
Una pájara con gran deseo por objetos brillantes, no puede ser vista por el jugador ya que es invisible. Se encuentra en el Altar de las Tormentas en un nido en lo alto de un árbol, intercambia objetos con el jugador.

## Jugabilidad
Demon's Souls es un juego de rol de acción en el que los jugadores asumen el papel de un guerrero, cuyo género y apariencia se personalizan al principio del juego, que explora la tierra maldita de Boletaria. Los aspectos de la personalización afectan a varias estadísticas relacionadas con el juego. El personaje del jugador recibe una clase inicial, que influye aún más en sus estadísticas, aunque se pueden alterar más adelante en el juego cambiando efectivamente la clase del jugador combinada con una elección de arma diferente. El mundo se divide en seis áreas; el mundo central Nexo y cinco mundos adicionales, cada uno de los cuales presenta varios encuentros con jefes, a los que el jugador puede acceder a través de "Archipiedras", una especie de portales que unen el Nexo con el resto del mundo. El combate depende de la sincronización ataques y los bloqueos así como rodar para eludir los ataques enemigos debido a que durante unos instantes el jugador se vuelve invulnerable, junto a diferentes tipos de armas, hechizos, escudos y objetos que abren una variedad de opciones de combate y alteran la velocidad de movimiento y estadísticas del jugador. La mayoría de las acciones consumen un medidor de aguante, y su gestión constituye una parte fundamental del combate. Al derrotar a un enemigo, el jugador adquiere Almas, que actúan como puntos de experiencia para aumentar diversas estadísticas y como moneda del juego para comprar nuevas armas, armaduras y objetos. A medida que el jugador gasta dichas almas en subir de nivel o mejorar su equipamiento, el número de almas requeridas aumenta.Junto con las almas y cierto tipo de objetos, los jugadores pueden mejorar su equipamiento, estos objetos suelen obtenerse como recompensa al derrotar enemigos.
Cuando un jugador es asesinado durante un nivel, es enviado al principio del nivel con todos los enemigos que no son jefes reaparecidos, cuando esto ocurra el jugador perderá todas las almas no utilizadas, las cuales estarán en el sitio donde murió en forma de una mancha de sangre, además en caso de haber muerto en forma humana el jugador volverá en forma de alma con la vida máxima reducida a la mitad. Si el jugador consigue llegar a su mancha de sangre en el punto donde fue asesinado por última vez recuperará sus almas perdidas. Sin embargo, si es asesinado antes, las almas se pierden permanentemente. Al derrotar a un jefe, el jugador puede elegir reaparecer en esa ubicación, marcada en forma de Archipiedra. Cuando no están explorando un nivel, los jugadores residen en el Nexo, un sitio que actúa como santuario o zona segura, donde los jugadores pueden gastar sus almas para subir de nivel, almacenar objetos y viajar entre regiones. Después de completar la parte inicial de la primera región, los jugadores pueden elegir avanzar por cualquier otra de las cuatro regiones disponibles en el orden en que prefieran.
Demon's Souls hace uso del modo multijugador asíncrono para quienes estén conectados a PlayStation Network. Al navegar por los niveles, los jugadores ven brevemente las acciones de otros jugadores como fantasmas en la misma zona que pueden mostrar pasajes o interruptores ocultos. Cuando un jugador muere, se puede dejar una mancha de sangre en el mundo de otros jugadores que, cuando se activa, mostrará un fantasma representando sus últimos momentos, indicando cómo murió esa persona y ayudando potencialmente al jugador a evitar el mismo destino. Los jugadores pueden dejar mensajes preescritos en el suelo que también pueden ayudar a otros, como avisar de posiciones seguras u hostiles, ubicaciones de trampas y tácticas contra enemigos o jefes, entre otros comentarios generales. El juego cooperativo permite que hasta tres personajes formen equipo en un mundo anfitrión en el que los jugadores visitantes aparecen en forma de alma que sólo puede ser devuelta a su cuerpo cuando se derrota a un jefe. En el juego competitivo, los jugadores pueden invadir otro mundo como "Black Phantom" (Fantasma Negro) para entrar en combate con el jugador anfitrión. Si el Black Phantom mata al anfitrión, será devuelto en forma humana a su mundo, mientras que si muere, el anfitrión gana una parte de las almas del Black Phantom, y el jugador invasor pierde un nivel de experiencia. Algunos elementos multijugador se incorporan directamente a los eventos del juego.
Varias mecánicas del juego están influidas por la tendencia del mundo y la tendencia del personaje. La tendencia del personaje afecta a todo el juego, mientras que la tendencia del mundo sólo afecta a una región concreta. La tendencia del personaje está influenciada por su propio comportamiento; partiendo de neutral, el jugador puede cambiar su tendencia a blanco o negro. La tendencia negra nace de acciones como matar NPCs y ser antagónico con otros jugadores, además de morir repetidamente en un mundo en forma humana. La tendencia blanca nace de ayudar a los demás y apoyar a otros jugadores, además de derrotar a los jefes. En cuánto a la tendencia del mundo está se ve afectada de manera separada por cada zona del juego en relación con las acciones del jugador en dicho lugar; la tendencia negra eleva la dificultad al aumentar la salud de los enemigos mientras da recompensas más valiosas, mientras que la tendencia blanca permite obtener más cantidad de objetos y hace que los enemigos sean más débiles a costa de objetos raros. La tendencia del mundo también está influenciada por la tendencia general de los mundos en los servidores. En cualquiera de los extremos del espectro de tendencia, se producen eventos exclusivos y se pueden desbloquear nuevas áreas.

### Zonas
El mundo de Demon's Souls se compone de cinco zonas de grandes dimensiones pero separadas unas de otras, más el área del tutorial. El punto de conexión entre ellas es El Nexo, sirviendo este como zona de descanso y de comercio para el jugador.
-Tutorial: Es la zona donde comienza el juego. Es la zona más pequeña, lineal y menos hostil de todas. Una vez muramos o superemos esta área, seremos automáticamente teletransportados al Nexo.
-Nexo: Se trata de un aŕea segura, donde todos los sobrevivientes se refugian y los mata demonios van a dar. Más que una zona en sí es un punto dedicado enteramente al comercio y la subida de estadísticas, así como el lugar desde el que se accede a todas las áreas del juego. Si el personaje muere en el Nexo en forma humana, no afectará la tendencia de mundo de ninguna área, pero si mata a un NPC, afectará su propia tendencia de personaje.
-Palacio de Boletaria: Un enorme castillo de piedra en el corazón del reino septentrional de Boletaria que antaño perteneció al Rey Allant y que a causa de la influencia de la niebla profunda se ha convertido en un gran nido de dragones. Pocos son los seres que aún lo pueblan, soldados y caballeros del reino que han perdido la cordura a manos de demonios se dedican a atacar a cualquier extranjero que se encuentren, dragones que sobrevuelan sus cielos representan un peligro constante para todo aquel que se atreva a explorarlo debido a su costumbre de escupir gigantescas bocanadas de fuego a todo ser vivo que encuentren y demonios que impiden avazar más allá de sus inmensos muros. Se accede a través de la Archipiedra del Rey Pequeño.
-Túnel Colmillo de Piedra: Una profunda área minera caída en desgracia. Sus habitantes, a causa de la niebla, se han visto transformados en horribles criaturas cubiertas de duras escamas que carecen de voluntad propia o conciencia por lo que continúan cincelando los túneles ciegamente. Abundan los rumores de que los túneles se asientan sobre el santuario de un antiguo dragón al cual los mineros veneraban como a un dios. En sus profundidades han aparecido todo tipo de extrañas criaturas como salamandras de fuego, tardígrados gigantes y gusanos de roca. Se accede a través de la Archipiedra del Rey Excavador.
-Torre de Latria: Un santuario dedicado a Latria, la Reina de Marfil, en las tierras vecinas a Boletaria. Una lúgubre y oscura prisión en forma de torre donde solo los gritos y llantos de dolor de los prisioneros consiguen escapar. Constantemente azotada por gárgolas y monstruosos ciempiés con un rostro desfigurado, entre otras extrañas abominaciones. Los presos son vigilados y torturados por guardias inhumanos, unos espantosos seres parecidos a hombres con pulpos por cabeza. Se accede a través de la Archipiedra de la Reina de la Torre.
-Altar de las Tormentas: El santurio de la isla de los Hombres de las Sombras, que adoran la tormenta y lloran a los muertos. Las Bestias de Tormenta, criaturas con aspecto de mantarraya, lo sobrevuelan y las almas de los muertos ocupan esqueletos para moverse con libertad. Se trata de una siniestra isla llena de ruinas antiguas con un eterno cielo tormentoso donde la niebla ha provocado que las ideas de una antigua civilización pagana tomen forma corpórea, desde fantasmagóricas criaturas hasta dioses impíos. Se accede a través de la Archipiedra de los Hombres Sombríos.
-Valle de la Corrupción: Un hogar miserable azotado por la peste y la enfermedad para los ciudadanos maltratados, abandonados e incluso criminales de Boletaria. Un vertedero para los profanos y los no deseados del reino, se hizo famoso por ser un lugar donde se decía que se podía dejar a un niño no deseado para que se pudriera en sus pantanos putrefactos junto a toda clase de parásitos y alimañas repugnantes. En sus fosas más profundas han nacido viles demonios del putrilaje que persiste en la mortífera ciénaga. Se accede a través de la Archipiedra del Jefe.
Tal como se explica en la historia de Demon's Souls, en un principio iba a existir una sexta zona ambientada en un gran páramo helado habitado por gigantes, pero finalmente no se incluyó en el juego por falta de tiempo. Sin embargo, este inacabado lugar sigue mencionándose a menudo en algunos diálogos e inscripciones, y de hecho en el Nexo es posible encontrar su respectiva Archipiedra rota.

## Desarrollo
Demon's Souls fue desarrollado por FromSoftware, un estudio desarrollador conocido por crear las series King's Field y Armored Core. El proyecto fue propuesto y apoyado en un inicio por Japan Studio. Demon's Souls fue dirigido por Hidetaka Miyazaki, quien se unió a la compañía en 2004 y trabajó anteriormente en la serie Armored Core. El juego fue coproducido por Masanori Takeuchi de FromSoftware y Takeshi Kajii de Sony. Kajii propuso por primera vez el concepto de revivir una "raza perdida del juego de acción". Debido a que el equipo carecía de una visión coherente, el proyecto original había tenido dificultades. Al enterarse de un juego de rol de alta fantasía que se consideró un fracaso dentro de la empresa, Miyazaki decidió que si podía hacerse cargo del proyecto, podría llevarlo en la dirección que quisiera. Como ya estaba flaqueando, no importaba si sus propios esfuerzos fallaban. Incluyendo este trabajo inicial, la producción del juego tomó aproximadamente tres años.
El concepto inicial de Demon's Souls procedía de la serie King's Field de FromSoftware, y Miyazaki citó su tono oscuro y su elevada dificultad como principales inspiraciones para el juego. A pesar de estas inspiraciones, Miyazaki no quiso relacionar Demon's Souls con King's Field, y a pesar de su insistencia en lo contrario, muchos han calificado el juego de sucesor espiritual de King's Field, mientras que USgamer también señala similitudes con Otogi: Myth of Demons (2002), también de FromSoftware. Miyazaki pretendía devolver los juegos a su esencia, creando una experiencia desafiante basada en la jugabilidad que, en su opinión, estaba desapareciendo en el mercado de los videojuegos de la época. Miyazaki quería crear un juego que recrease la fantasía oscura y la sensación desafiante de los RPG clásicos (como las series King's Field y Wizardry) en las consolas modernas, además de incorporar elementos en línea. Miyazaki reconoció algunas similitudes con otros videojuegos como Monster Hunter y Bushido Blade, pero afirmó que el equipo no tenía en mente ninguna influencia específica de videojuegos a la hora de crear Demon's Souls. Tras la creación de los primeros documentos de diseño, el concepto del juego apenas varió durante el desarrollo. El juego final no llegó a ser jugable hasta muy avanzado el desarrollo, e incluso entonces hubo problemas de red y de framerate. El equipo gozó de una gran libertad creativa, que sólo fue posible gracias a lo que Kajii denominó "afortunados calendarios de lanzamiento".
El sistema de almas fue un tema de discusión frecuente durante el desarrollo, y se optó por el sistema actual, ya que la ausencia de riesgo de pérdida de almas despojaría al juego de cualquier logro para los jugadores. Las mecánicas de muerte poco convencionales obligó a Miyazaki a redactar cuidadosamente la mecánica de las almas durante las presentaciones de documentos de diseño a Sony, ya que le preocupaba que insistieran en realizar cambios si conocían todos los detalles. Al crear la alta dificultad, Miyazaki se mantuvo callado sobre ese aspecto al hablar con Sony, ya que estaba seguro de que insistirían en que se la dificultad fuese reducida. Habló de ello con Kajii, quien accedió a mantener ese aspecto en secreto hasta el lanzamiento. A pesar de su fama de juego difícil, Miyazaki nunca pretendió que el juego lo fuera, sino que fuera una experiencia desafiante y gratificante para los jugadores. Una idea descartada fue introducir la muerte permanente, pero el equipo consideró que esto iba demasiado lejos. Se agregó variedad al combate cambiando la forma en que las diferentes armas afectaban los movimientos del personaje, similar a The Elder Scrolls IV: Oblivion. Todos los jefes fueron diseñados basándose en una premisa simple, además de ser "variados y emocionantes".
La mecánica multijugador se inspiró en la experiencia de Miyazaki al conducir por una ladera después de una fuerte nevada. Cuando los coches que iban delante se detenían y empezaban a retroceder, los coches que venían detrás los chocaban deliberadamente y los empujaban colina arriba, permitiendo así que el tráfico fluyera. Incapaz de agradecer a los conductores antes de abandonar la zona, se preguntó si la última persona de la fila había llegado a su destino, pensando que probablemente nunca volvería a encontrarse con esas personas. Miyazaki quería emular un sentido de cooperación silenciosa ante la adversidad. Esto dio origen a los sistemas Phantom, con la implementación de Black y Blue Phantoms diseñados para aumentar la variedad de experiencias de los jugadores.  El sistema de mensajería estaba destinado a ser no intrusivo, y Miyazaki los comparó con mensajes de texto. Este sistema resultó difícil de explicar para Miyazaki a Sony, y finalmente comparó sus mensajes con la brevedad de un correo electrónico por encima de una llamada telefónica para que los ejecutivos pudieran entenderlo. El equipo quería evitar la formación de grupos de búsqueda entre jugadores; el modo multijugador fue diseñado más para mejorar el contenido para un jugador que para ser un modo separado. La batalla del Viejo Monje, que implicaba invocar a otro jugador como Black Phantom durante la batalla contra el jefe, causó problemas debido al elevado número de bugs que el equipo necesitaba solucionar.
Al describir la narrativa, Kajii afirmó que el objetivo del equipo era "eludir la narrativa preestablecida" para centrarse en la jugabilidad. La visión del mundo y el tono del mismo se inspiraron en los de King's Field. El tono fue influenciado tanto por Miyazaki como por Kajii, ambos fanáticos de la fantasía oscura. Al crear el mundo, Miyazaki se inspiró en el folclore y la mitología europeos, en contraste con la tendencia de los RPGs de acción japoneses a utilizar el folclore japonés. Las influencias directas incluyeron el folklore artúrico y germánico, las películas de fantasía Conan el Bárbaro y Excalibur, y la obra de arte de Frank Frazetta. El equipo también estuvo influenciado por viejos librojuegos. Este estilo artístico más oscuro se vio influido en parte por sus objetivos con la jugabilidad. El estilo artístico también estuvo influenciado por títulos occidentales más que por los japoneses. La Dama de Negro fue incluida a petición de Kajii ya que quería una heroína como parte de la narrativa. Como se la vería en primer plano y los ojos eran el aspecto más débil de los modelos de personajes, el equipo la diseñó sin ojos. Miyazaki tenía varios mundos más en su diseño inicial, y los últimos en ser recortados fueron un mundo llamado la Biblioteca y una zona exterior para el Nexo. La Torre de Latria y el Valle de la Corrupción se construyeron en torno a los temas respectivos del mal causado por el hombre y el mal natural.
La música completamente orquestada fue compuesta por Shunsuke Kida, quien había trabajado en algunos videojuegos pero era famoso por componer música para varias series de televisión japonesas. Se incorporó debido a su habilidad en la composición orquestal. La música tenía un tono oscuro, con muchas piezas para solo de violín o piano, mientras que otras pistas utilizaban una orquesta completa. El trabajo vocal fue todo coral, manteniendo la atmósfera oscura del juego. Tres pistas incluyeron trabajo vocal de la cantante japonesa Kokia.

## Lanzamiento
Demon's Souls se anunció por primera vez a principios de octubre de 2008 en la edición de esa semana de Famitsu, y el juego se pudo jugar en el Tokyo Game Show (TGS) la semana siguiente. La reacción a la demo del TGS fue descrita por Kajii como "nada menos que un desastre" debido a su inesperada naturaleza desafiante. Mucha gente asumió que el combate del juego aún estaba en desarrollo, y Kajii lamentó que el juego no fuera adecuado para un entorno de demostración. El presidente de Sony, Shuhei Yoshida, también despreció el juego. Cuando lo probó, pasó dos horas jugando y no logró pasar del área de inicio. Creyendo que era simplemente de mala calidad, lo llamó "un juego increíblemente malo".
Demon's Souls salió a la venta en Japón el 5 de febrero de 2009 de la mano de Sony Computer Entertainment Japan. Debido a los comentarios negativos del personal de Sony y de la prensa japonesa, Sony decidió no localizar el juego para los mercados occidentales, una decisión de la que Sony y en particular Yoshida se arrepintieron más tarde. Sony creó una versión del juego con texto en inglés para el mercado asiático. Esta versión fue traducida por Active Gaming Media. La versión en chino salió a la venta el 26 de febrero.
La actuación de voz del juego estaba en inglés en todas las versiones. Debido a su ambientación en la Europa medieval, el equipo decidió no utilizar actores estadounidenses, pidiendo a Sony que se encargarse de ese aspecto. La mayoría de los actores eran escoceses. El juego fue localizado nuevamente del japonés al inglés por Active Gaming Media siendo James Mountain el traductor principal del juego. Intentó traducir y localizar los diálogos de la forma más natural posible. Aunque no llegó a ver el material gráfico o de vídeo del juego, interpretó el tono del texto original como "un RPG de acción orientado a caballeros, dragones y demonios". Con esto en mente, incluyó palabras arcaicas del inglés antiguo como "thee" "thy" y "thou". Su primer borrador utilizó muchos diálogos arcaicos, pero tras una segunda mirada, Mountain decidió reescribir partes de este porque sentía que faltaban más.
El juego fue licenciado para su lanzamiento en Norteamérica por Atlus USA. Si bien Sony se mostró reacia a otorgar licencias de un juego para su publicación por parte de terceros, quería que el juego encontrara un nicho adecuado y la publicación propia ya no era una opción. La localización norteamericana abordó principalmente "problemas gramaticales/inexactitud" de la versión extranjera. Atlus USA era consciente de la elevada dificultad del juego, pero quedó impresionada por su calidad y decidió aceptarlo. Además, debido también a su elevada dificultad, preveía unas cifras de ventas conservadoras. El juego salió a la venta en Norteamérica el 6 de octubre, en edición estándar y limitada.
Antes del lanzamiento del juego en los Estados Unidos, la publicación en los territorios de la región PAL no estaba clara después de que Sony Computer Entertainment Europe y Atlus anunciaran que no tenían planes de publicar el juego. El 16 de abril de 2010, Namco Bandai Partners, una subsidiaria de Namco Bandai Games, firmó un acuerdo con Sony Computer Entertainment para permitir a la primera distribuir y publicar el título en territorios PAL. La versión europea también se presentó en ediciones estándar y limitada. El juego se lanzó en territorios PAL, incluidos Europa y Australia, el 25 de junio.
Originalmente se planeó cerrar los servidores norteamericanos de Demon's Souls en octubre de 2011, dos años después del lanzamiento del juego en la región. Atlus decidió un mes antes mantener los servidores funcionando hasta mayo del año siguiente. Más tarde, después de nuevos acontecimientos no especificados, Atlus anunció que mantendría los servidores funcionando "indefinidamente". Finalmente se descontinuaron en todo el mundo en febrero de 2018. Su descontinuación significó el fin de la funcionalidad multijugador, la mensajería y la mecánica de tendencia de mundo. Unos meses después de que los servidores se desconectaran, un grupo de fanes creó un servidor privado que restauró todas las funciones en línea.

## Recepción
Tras su lanzamiento en Japón, Demon's Souls fue en general bien recibido por la crítica. Dengeki puntuó el juego con 95/85/85/85, sumando 350 sobre 400, diciendo que "los fans de los juegos de la vieja escuela derramarán lágrimas de alegría". Famitsu le dio 29 de 40 (9/7/7/6), con un redactor Paint Yamamoto que lo puntuó con un 9 y lo calificó como "un juego que aprendes a jugar perdiendo: te enfrentarás a la muerte súbita con frecuencia. Pero sigue jugando... y te darás cuenta de lo profundo que es". Sin embargo, otra redactora, Maria Kichiji, le dio un 6 y encontró que el juego era "demasiado estoico... no es un juego para todo el mundo".
Tras su lanzamiento en Norteamérica, el juego recibió elogios de la crítica con una puntuación media de 89/100 en Metacritic. A pesar de su elevada dificultad, muchos críticos consideraron que era un aspecto positivo, ya que hacía que el juego fuera más gratificante. GameSpot calificó la alta dificultad de "justa", afirmando que los jugadores "recibirán sin duda mucho daño hasta que aprendan las sutilezas de la lucha contra cada enemigo, pero el combate se siente perfecto". IGN se hizo eco de esta opinión, afirmando que los jugadores que "puedan recordar los viejos tiempos en los que los juegos enseñaban mediante el uso altamente efectivo del refuerzo negativo y un precio muy alto por no jugar con cuidado deberían hacerse con este juego al instante". Game Informer lo definió como "uno de los primeros grandes RPGs japoneses de esta generación, y ciertamente el más notable". La Official U.S. PlayStation Magazine, sin embargo, aunque elogió el juego en general, dijo que Demon's Souls era "mejor dejarlo para los jugadores más masoquistas y hardcore".
GameZone comentó que el aspecto en línea es "innovador" y "perfectamente integrado en el juego", mientras que Game Revolution sintió que "convierte una experiencia solitaria en una sorprendentemente comunitaria". En el aspecto técnico y de diseño, GamesRadar lo llamó de "impresionante gráficamente, se parece más a los antiguos juegos de Ultima que a nada que haya salido de Japón", mientras que GameTrailers dijo que el juego "clava el aspecto de fantasía oscura" junto con lo que ellos consideraban "música de instrumentos reales", aunque mencionaron ciertos problemas con el motor de físicas que era "inestable". Poco después de su lanzamiento en Norteamérica, ScrewAttack nombró a Demon's Souls como el octavo mejor exclusivo de PS3 hasta la fecha.
Antes del lanzamiento del juego en Europa, los críticos europeos analizaron copias importadas. Eurogamer llamó a Demon's Souls "estoico, intransigente, difícil de conocer, pero también profundo, intrigantemente perturbador y perversamente gratificante", mientras que Edge explicó su opinión positiva sobre la dificultad afirmando que "si el atractivo definitivo de los juegos reside en el aprendizaje y el dominio de nuevas habilidades, entonces seguramente las emociones más intensas del medio se encuentran en sus lecciones más duras", concluyendo que "para aquellos que prosperan bajo el estricto examen de Demon's Souls, no hay mayor sensación de logro virtual".

### Ventas
Durante su primera semana a la venta, Demon's Souls debutó en el segundo lugar de las listas con más de 39.000 unidades vendidas, por detrás del superventas de la semana anterior, Tales of the World: Radiant Mythology 2. El juego vendió el 95% de su envío durante su debut, agotándose en varias tiendas. Según Miyazaki, las ventas iniciales de Demon's Souls fueron lentas en Japón, lo que unido a las reacciones negativas de las ferias hizo temer al equipo que el juego fuera un fracaso. Sin embargo, el boca a boca positivo permitió al final que el juego vendiera más de 100.000 copias, lo que el equipo consideró un éxito. En diciembre de 2009 había vendido 134.585 copias en Japón.
Atlus había estimado las ventas del juego en 75.000 unidades, solo preparó envíos iniciales de 15.000 unidades antes de que el boca a boca positivo y las aclamaciones de la crítica hicieran que las ventas despegaran. En Norteamérica, el juego fue el undécimo título más vendido durante su mes de lanzamiento, registrando ventas de 150.000 unidades. En marzo de 2010, el juego había vendido 250.000 copias en Norteamérica. Según Atlus, el juego se vendió el triple de sus estimaciones originales en abril de 2010. Durante su informe del año fiscal, la empresa matriz de Atlus, Index Corporation, reportó ganancias de más de 3 millones de dólares. Esto se atribuyó casi en su totalidad al éxito comercial de Demon's Souls. En septiembre de 2010, Atlus anunció que Demon's Souls se lanzaría en Norteamérica bajo el sello Sony Greatest Hits con un recorte de precio tras las de las fuertes ventas, superiores a las esperadas anteriormente por el editor. Su situación indicaba ventas regionales de más de 500.000 unidades.
En el Reino Unido, la edición especial del juego se agotó muy rápidamente. Namco Bandai Partners lo calificó como un éxito, particularmente debido al gran retraso entre los lanzamientos en Norteamérica y Europa. Si bien las unidades vendidas no alcanzaron los cientos de miles en ese momento, Namco Bandai confiaba en el futuro éxito comercial del juego. Las favorables críticas de Demon's Souls hicieron que el rendimiento fiscal del juego fuera único debido a la falta de una campaña de marketing de apoyo. El analista de juegos Jesse Divnich comentó: "Demon's Souls es probablemente uno de los juegos estadísticamente más relevantes lanzados en el mundo de los videojuegos ya que ayuda a responder a una pregunta que se hace a menudo: ¿cuánto vendería un juego de alta calidad si no contara con el apoyo de una campaña de marketing masiva, lo lanzara un editor poco conocido y fuera una nueva propiedad intelectual?". En 2011, el juego ha vendido más de un millón de copias en todo el mundo.

### Premios
En los Japan Game Awards de 2009 recibió el Premio a la Excelencia. En sus premios a lo mejor y lo peor de 2009, GameSpot otorgó a Demon's Souls el galardón al Mejor Juego del Año, Mejor Juego de PS3, Mejor Juego de Rol y Mejor Mecánica de Juego Original por su integración en línea. GameTrailers lo premió como Mejor Juego de Rol y Mejor Nueva Propiedad Intelectual.IGN también lo premió como Mejor Juego de Rol para PS3. X-Play premió el multijugador como Mejor Innovación de Juego. PC World lo premió como Juego del Año. Blast Magazine también lo eligió como Juego del Año. RPGamer premió a Demon's Souls como Mejor Juego de Rol del Año, Mejores Gráficos y Mejor Juego de Rol para PS3. RPGFan lo eligió como Mejor Juego de Rol para PS3 y Mejor RPG de Acción para Consola. RPG Land lo premió como Mejor Juego del Año y Mejor Juego para PS3. VGChartz en sus premios a lo mejor de PS3 en 2009 lo premió como Mejor Juego de Rol y Mejor Juego que Nadie Jugó. Just Push Start también lo eligió como Mejor Juego de Rol. En los Kotowari Video Game Awards de 2009 fue premiado como Mejor Juego de PS3 y Mejor Juego del Año. En los Famitsu Awards de 2009 también recibió el Premio a la Excelencia. En los CEDEC Awards de 2010 recibió el premio a Mejor Diseño de Juego. En los PlayStation Awards de 2010 recibió el premio a elección del usuario.
En 2015, Edge situó el juego en el puesto veinte de su lista de los cien mejores videojuegos de todos los tiempos. En la 13.ª edición de los Interactive Achievement Awards, Demon's Souls fue nominado a "Juego de Rol/Multijugador Masivo del Año" e "Innovación Destacada en los Juegos".

### Legado
Demon's Souls ha sido citado como uno de los mejores videojuegos de todos los tiempos. Se considera el primer juego del subgénero Soulslike. Su éxito provocó una serie de sucesores espirituales con jugabilidad similar por parte de FromSoftware incluidos Dark Souls, Bloodborne y Elden Ring, que también se consideran entre los mejores juegos de todos los tiempos. Se cita como una influencia en la serie The Witcher, Journey, y Nioh, así como en las características de PlayStation 4.
Un remake por Bluepoint Games para PlayStation 5 fue anunciado en el evento de presentación de la consola en junio de 2020. La producción del título comenzó tras la finalización del remake de Shadow of the Colossus de 2018 por parte del estudio. El remake de Demon's Souls se lanzó como título de lanzamiento para la consola el 12 de noviembre de 2020.